# Duas Igrejas (Penafiel)
Duas Igrejas ist eine Gemeinde im Norden Portugals
Duas Igrejas gehört zum Kreis Penafiel im Distrikt Porto, besitzt eine Fläche von 8,1 km² und hat 2255 Einwohner (Stand 19. April 2021).